# Asperoteuthis lui
Asperoteuthis lui е вид главоного от семейство Chiroteuthidae.

## Разпространение
Видът е разпространен в Нова Зеландия.